# Erika Teliz
Erika Téliz es química, docente e investigadora uruguaya. Obtuvo el Premio L'Oréal UNESCO para las Mujeres en Ciencia en 2021. 

## Ámbito académico
Téliz es graduada de la licenciatura en bioquímica por la Facultad de Química de la Universidad de la República (Udelar), magíster y doctora en Química de la misma universidad en 2017.
Se desempeña como investigadora y docente en régimen de dedicación total en el Grupo Interdisciplinario de Ingeniería Electroquímica (GIIE) de Facultad de Ingeniería y Facultad de Ciencias.
Pertenece al grupo de investigadores de la Agencia Nacional de Investigación e Innovación (ANII) desde el año 2018.
Su campo de trabajo la conversión Electroquímica de Energía. Es autora del diseño y armado de un laboratorio container para estudios de producción y almacenamiento de hidrógeno verde, y para el desarrollo de nuevos materiales para baterías recargables.

## Premios L'Oréal UNESCO
Este premio es una distinción internacional que busca motivar a mujeres investigadoras en ciencia a nivel internacional. Teliz se presentó a la decimocuarta edición de este concurso (año 2021) con el proyectos “Diseño y evaluación de prototipos de baterías Li-ion. Comparación y testeo de baterías comerciales”  tras su obtención entre 26 proyectos que se postularon expresó lo siguiente:

"Ganar el premio es un reconocimiento muy significativo para mi carrera como investigadora y colabora con la continuidad de la línea de investigación de baterías de ión-litio, permitiendo acceder a equipamiento novedoso en Uruguay, lo que nos permitirá tener un laboratorio completo para el diseño, síntesis y armado de celdas individuales, así como el testeo de celdas comerciales.
Asimismo, es un reconocimiento que posiciona el trabajo de nuestro grupo de investigación en el área y aporta personalmente a la continuidad de mi carrera científica."
Erika Teliz, octubre de 2022.